# Ten (Girls Aloud)
Ten è una raccolta del gruppo musicale pop britannico Girls Aloud, pubblicata il 26 novembre 2012 dall'etichetta discografica Polydor Records.
Uscito a dieci anni esatti dal debutto discografico del gruppo, il disco contiene tutti i successi delle Girls Aloud pubblicati nel corso dei loro dieci anni di attività, accompagnati da quattro inediti prodotti, come tutto il repertorio del quintetto, dagli Xenomania.
Dall'album sono stati estratti due singoli: Something New e Beautiful 'Cause You Love Me.
Si è trattato dell'ultimo lavoro discografico delle Girls Aloud, che si sono sciolte immediatamente dopo il tour promozionale di questo album.
L'album ha ottenuto un buon successo commerciale, pur non confermando le performance di vendita dei precedenti album.

## Tracce
1. Something New (Girls Aloud) – 3:20 (Brian Higgins, Wayne Hector, Tim Deal, Matt Gray, Carla Marie Williams, Nicola Roberts, Florence Arnold, Xenomania)
2. The Promise – 3:43 (Miranda Cooper, Brian Higgins, Jason Resch, Kieran Jones, Carla Marie Williams, Nick Coler, Tim Powell) – (Radio Edit)
3. The Loving Kind – 3:59 (Miranda Cooper, Brian Higgins, Tim Powell, Neil Tennant, Chris Lowe) – (Radio Edit)
4. Untouchable – 3:48 (Miranda Cooper, Brian Higgins, Tim Powell, Matt Gray) – (Radio Mix)
5. Sexy! No No No... – 3:18 (Xenomania, Nazareth, Girls Aloud)
6. Call the Shots – 3:43 (Miranda Cooper, Brian Higgins, Tim Powell, Giselle Sommerville, Lisa Cowling)
7. Can't Speak French – 3:19 (Miranda Cooper, Brian Higgins, Tim Powell, Nick Coler, Jody Lei, Carla Marie Williams) – (Radio Edit)
8. Something Kinda Ooooh – 3:20 (Miranda Cooper, Brian Higgins, Tim Powell, Nick Coler, Jody Lei, Giselle Sommerville)
9. Biology – 3:35 (Miranda Cooper, Brian Higgins, Lisa Cowling, Tim Powell, Giselle Sommerville)
10. The Show – 3:36 (Miranda Cooper, Brian Higgins, Lisa Cowling, Tim Powell, Jon Shave)
11. Love Machine – 3:25 (Miranda Cooper, Brian Higgins, Lisa Cowling, Nick Coler, Tim Powell, Myra Boyle, Shawn Lee)
12. I'll Stand by You – 3:43 (Tom Kelly, Chrissie Hynde, Williams Steinberg)
13. Jump – 3:39 (Marti Sharron, Gary Paul Skardina, Steve Mitchell)
14. No Good Advice – 3:47 (Miranda Cooper, Brian Higgins, Lisa Cowling, Nick Coler, Xenomania, Lene Nystrom)
15. Sound of the Underground – 3:41 (Miranda Cooper, Brian Higgins, Niara Scarlett, Xenomania)
16. On the Metro – 3:12 (Nicola Roberts, Invisible Men, Dan Stein)
17. Beautiful 'Cause You Love Me – 3:28 (Rachel Moulden)
18. Every Now and Then – 4:25 (Brian Higgins, Wayne Hector, Miranda Cooper, Annie Yuill, André Tegeler, Jaxon Bellina, Tim Deal, Matt Gray, Xenomania)

## Classifiche
| Classifica (2012) | Posizione raggiunta |
| ----------------- | ------------------- |
| Regno Unito       | 9                   |
| Irlanda           | 17                  |